# Comité national olympique des Palaos
Le Comité national olympique des Palaos (en anglais, Palau National Olympic Committee) est le comité national olympique des Palaos, fondé en 1997 et reconnu par le CIO en 1999.
Basé à Koror, il a pour but l'organisation et le développement du sport aux Palaos et, en particulier, la préparation des athlètes palaois en vue de leur participation aux Jeux olympiques. L'association est également membre des Comités nationaux olympiques d'Océanie.
Pour la période 2021-2025, le président est Frank Kyota et la secrétaire générale Kulie Rengulbai.